# L'Empreinte (collection)
Pour les articles homonymes, voir Empreinte.
L'Empreinte est une collection spécialisée dans le roman policier, publiée entre 1932 et 1940 par La Nouvelle Revue Critique, sous la direction d'Alexandre Ralli. Sous le nom L'Empreinte-Police, la collection renaît brièvement entre 1946 et 1949.

## Historique
L'Empreinte est une collection policière française qui observe une ligne éditoriale presque exclusivement dévolue à la publication de whodunits de langue anglaise. Concurrente de la collection Le Masque, L'Empreinte s'en démarque en ne s'intéressant que rarement aux romans d'aventures criminelles, genre auquel souscrit dans ses premières années la collection fondée en 1927 par Albert Pigasse. En outre, L'Empreinte renonce à faire découvrir de nouveaux talents français, comme le fera Pigasse avec son prix du roman d'aventures. L'Empreinte, contrairement au Masque, propose toutefois des traductions très fidèles des romans de ses auteurs anglais, américains et australiens. Alexandre Ralli a le souci de publications soignées qui puissent offrir aux lecteurs français une image exacte de la littérature policière anglophone. La collection se distingue aussi par le choix d'une proportion élevée de textes de qualité signés Margery Allingham, Anthony Berkeley, John Dickson Carr, Freeman Wills Crofts, Philip MacDonald, Ellery Queen, Dorothy Sayers... Après la disparition de la collection, plusieurs titres ont été réédités par les Éditions Opta, dans J'ai lu, aux Éditions Omnibus et même, dès les années 1970, au Masque, sorte d'hommage tardif de l'ancienne rivale de l'Entre-Deux-Guerres.
En 1935, avec le no 72 est ajouté en fin de chaque volume de L'Empreinte les modalités d'un concours intitulé Voulez-vous être le 13e juré ?, qui invite le lecteur a donné son verdict, comme s'il avait à juger le coupable du roman qu'il vient de lire. Ce concours est bientôt remplacé par la rubrique Êtes-vous détective ?, qui pose une énigme policière à résoudre, puis par une chronique sur les échecs de François Le Lionnais, mathématicien et futur fondateur du l'Oulipo. 
Les volumes de la collection se présentent sous couverture noire avec, au coin supérieur gauche, le prix en francs qui se détache en blanc. Le tiers supérieur de la couverture est occupé par le nom de l'auteur et, dans une police de taille supérieure, par le titre : les lettres sont alors d'une seule couleur unie qui varie d'un volume à l'autre (vert, bleu clair, violet, orange, jaune...). Au centre de la couverture se détache une photographie en noir et blanc, plus rarement une illustration, d'un objet ou d'un humain qui renvoie au contexte de l'œuvre. Ainsi, Le Cadran de la mort et La Tragédie canadienne de Rufus King sont respectivement illustrés par le cadran d'une montre et par une jeune femme coiffée d'un bonnet et emmitouflée dans un col de fourrure (pour contrer le froid polaire du Canada) ; La Nurse qui disparut de Philip MacDonald, par une infirmière anglaise effrayée ; Portrait d'un meurtrier de Bruce Hamilton, par un gros plan sur les poignets menottés d'un homme. Le coin inférieur droit de la couverture est ornée d'un rectangle blanc où se trouve imprimée l'empreinte d'un pouce, encadrée de part et d'autre par des lisérés de texte annonçant : Collection de / L'Empreinte. Au bas, à droite, suivant le dos du volume, est inscrit : Éditions de La Nouvelle Revue Critique. 
Le succès de la collection ne se dément pas pendant les années 1930, mais sous l'Occupation allemande, le papier est rationné et L'Empreinte interrompt ses parutions après 183 titres. Après la Libération, en 1947, la collection renaît aux éditions La Maîtrise du Livre sous le libellé L'Empreinte-Police. Maurice-Bernard Endrèbe assure la relève, préservant la ligne éditoriale de l'avant-guerre en rééditant quelques parutions de L'Empreinte et publiant quelques nouveaux textes marquants, dont La Chambre ardente de John Dickson Carr. L'empreinte-Police s'éteint à son tour en 1949. Le libellé L'Empreinte est encore présent le temps des six parutions de la collection L'Empreinte - La Mauvaise Chance des éditions du Portulan/Athénée, puis disparaît définitivement.

## Principaux auteurs
- Margery Allingham
- Eric Ambler
- Francis Beeding
- Anthony Berkeley
- Earl Derr Biggers
- Nicholas Blake
- John Dickson Carr
- Freeman Wills Crofts
- Carter Dickson
- Mignon G. Eberhart
- R. Austin Freeman
- Rufus King
- Jonathan Latimer
- Philip MacDonald
- Ellery Queen
- Dorothy Sayers